# Loïc Wacquant

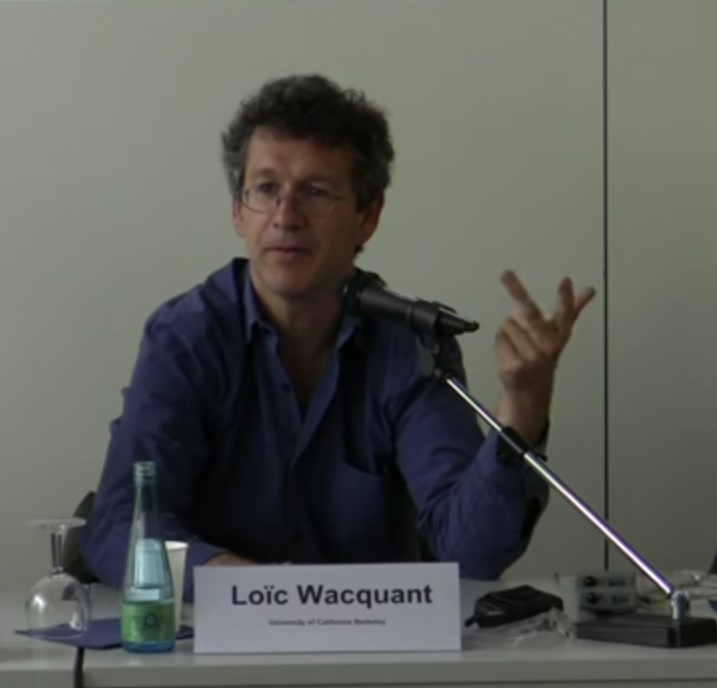
Loïc Wacquant in 2009

Loïc Wacquant (Nîmes, 25 augustus 1960) is een Franse socioloog en publicist.

## Profiel
Wacquant is hoogleraar sociologie aan de Universiteit van Californië - Berkeley en is daarnaast werkzaam als onderzoeker  aan het Centre européen de sociologie et de science politique in Parijs. Hij is een leerling van de vermaarde socioloog Pierre Bourdieu, over en met wie hij ook publiceerde.
Wacquant is een MacArthur Foundation Fellow en ontving in 2008 de Lewis Coser Award van de American Sociological Association.
Zijn boeken zijn vertaald in twintig talen, waaronder het drieluik Urban Outcasts: A Comparative Sociology of Advanced Marginality (2008), Punishing the Poor: The Neoliberal Government of Social Insecurity (2009), en Deadly Symbiosis: Race and the Rise of the Penal State (2012), en het nieuwe The Two Faces of the Ghetto (2012). 
Twee van deze boeken zijn in het Nederlands verkrijgbaar als Straf de armen en De paria's van de stad.

## Onderzoek, analyse, these
Belangrijke onderzoeksobjecten van Wacquant zijn de achterstelling van stadsgedeelten, etnoraciale overheersing, bestraffing,  sociale theorie en de politiek van de rede. 
In het verlengde van zijn leermeester Bourdieu maakt hij onderscheid tussen de linker- en de rechterhand van de staat. De linkerhand is de verzorgende hand, die de burgers steunt en op weg helpt. De rechterhand is meer een vuist, die de burgers corrigeert als ze in de fout gaan. Hij constateert dat de linkerhand steeds zwakker is geworden, waardoor de rechterhand belangrijker is geworden. In de Westerse democratieën ontleent de staat zijn legitimiteit steeds meer aan het repressieve optreden. Dit ondanks dat onderzoek aantoont dat de criminaliteit er al jaren afneemt. Niet alleen worden er heel veel mensen - vooral uit de sociaal zwakkere milieus - opgesloten, maar worden ze ook na hun gevangenisstraf lang in de gaten gehouden. Resocialisatie lijkt nauwelijks of geen doel meer. Permanente uitsluiting is waar het om lijkt te gaan. 
Wacquant maakte niet alleen studie van het gevangeniswezen, maar ook van stedelijke achterstandswijken. Eind jaren ’80 combineerde hij zijn sociologisch veldwerk in het getto van Chicago enkele jaren met een carrière als profbokser. Hij onderzocht ook de overeenkomsten en verschillen tussen achterstandswijken, getto's, banlieues, enz. in de Verenigde Staten en Europa.

## Achterkant van het Neoliberalisme
Wacquant oefent fundamentele kritiek uit op de neoliberale staatsopvatting, die meer markt en minder overheid predikt. De overheid wordt echter niet kleiner. Volgens hem staat het neoliberalisme voor een verschuiving binnen de overheid: minder sociale ondersteuning, meer repressie. Hij analyseert voor die aanpak vier pijlers:
1.	Het zo veel mogelijk activiteiten overbrengen naar het domein van de markt;
2.	Omschakeling van welfare naar workfare . Mensen krijgen minder makkelijk een uitkering en moeten ook werken voor hun uitkering. 
3.	Groei van de straffende staat. Niet alleen meer mensen in de gevangenis, maar ook meer mensen onder toezicht of curatele.
4.	Dat alles gerechtvaardigd met het benadrukken van het beroep op de individuele verantwoordelijkheid.
Als resultaat ziet hij dat de staat een volkomen andere rol speelt voor de bovenklasse dan voor de onderklasse. De eerste krijgt steeds meer ruimte en de laatste vangt de klappen op.

## Socioloog versus moralist
Wacquant stelt dat sociologen erkennen dat in het leven van mensen sociale omstandigheden doorslaggevend zijn. Moralisten willen daar niet aan, omdat ze vinden dat daarmee het beginsel van de individuele  verantwoordelijkheid wordt ontkend. Hij stelt daar tegenover dat het veranderen van de sociale omstandigheden effectiever is dan moraliseren. "Om de criminaliteit terug te brengen is - bijvoorbeeld - het voorkomen van schooluitval beter dan het opsluiten van meer mensen in gevangenissen."